# میابی ناتسویاکی
میابی ناتسویاکی (انگلیسی: Miyabi Natsuyaki؛ زادهٔ ۲۵ اوت ۱۹۹۲) خواننده، و بازیگر اهل ژاپن است.